# وزارة الثقافة والسياحة (تركيا)
وزارة الثقافة والسياحة (بالتركية: Kültür ve Turizm Bakanlığı) هي وزارة حكومية تهتم بشؤون الثقافة والسياحة في تركيا. في 25 يناير 2013 تم تعيين عمر سيليك في منصب الوزارة خلفًا لارطغرل جوناي.